# Lilia Akhaimova
Lilia Igorevna Akhaimova (en russe : Лилия Игоревна Ахаимова), née le 17 mars 1997, est une gymnaste artistique russe.

## Carrière
Elle remporte la médaille d'or du concours par équipes des Championnats d'Europe de gymnastique artistique féminine 2018 à Glasgow et la médaille d'argent du concours par équipes des Championnats du monde de gymnastique artistique 2018.